# Kresna
Kresna (bulharsky Кресна) je město ležící v jihozápadním Bulharsku v údolí řeky Strumy na úpatí pohoří Pirin a Malševska planina, mezi nimiž řeka protéká, vytvářejíc Kresenskou soutěsku. Je správním střediskem stejnojmenné obštiny a má přibližně 3 300 obyvatel.

## Historie
Sídlo vzniklo v roce 1926 jako ubytovna pro dělníky při výstavbě železniční trati Blagoevgrad – Simitli (současná bulharská trať č. 5) a nazývalo se Gara Pirin (Nádraží Pirin). Statut sídla mu byl přiznán v roce 1934. V roce 1956 bylo sloučeno s nedalekou dědinou Novo Selo. O tři roky později byla připojena také dědina Kriva Livada. Městem je od roku 1978, kdy získalo současné jméno, zatímco stejnojmenná ves byla přejmenována na Starou Kresnu.

## Obyvatelstvo
K 15. září 2024 ve městě žilo 3 307 obyvatel a bylo zde trvale hlášeno 3 345 obyvatel. Podle sčítání 1. února 2011 bylo národnostní složení následující:
- Bulhaři: 3 313 (99.2 %)
- Romové: 15 (0.4 %)
- ostatní[p 2]: 13 (0.4 %)